# Today Was a Fairytale
«Today Was a Fairytale» —en español: «Hoy Fue Un Cuento de Hadas»— es una canción interpretada por la cantante y compositora estadounidense Taylor Swift y extraída de la banda sonora de la película de 2010 Valentine's Day. Swift la compuso sola y la produjo con la ayuda de Nathan Chapman.
Fue lanzada el 19 de enero de 2010 por Big Machine Records como sencillo de la banda sonora correspondiente a la película, en la que actuó Swift. Había escrito la canción y se la ofreció a los productores de la banda sonora. Musicalmente, «Today Was a Fairytale» es una canción con influencias pop y, líricamente, habla de una fecha mágica.
Recibió la recepción generalmente positiva de los críticos contemporáneos, algunos de los cuales la consideraron como la mejor canción en la banda sonora, y disfrutó de un éxito comercial, alcanzando el top 10 en tres países. En Canadá, «Today Was a Fairytale» se convirtió en el primer número uno de Swift en el país. La canción debutó y alcanzó el número 2 en el Billboard Hot 100. Swift promovió «Today Was a Fairytale» en varios lugares y lo incluyó en una lista revisada para la continuación de su gira Fearless en 2010.

## Antecedentes
Swift escribió sola "Today Was a Fairytale" en el verano de 2008 y se almacena lejos por un tiempo. Después de ser elegida como Felicia Miller para Valentine's Day, Swift ofreció la canción a los productores de la película para la banda sonora, ya que no creía que encaje en su próximo álbum. "Cuando la oportunidad surgió la película, llegué de nuevo en mi bolsillo y pensé, 'Creo que esto es perfecto para la banda sonora. Espero que sea perfecto para la banda sonora", Swift dijo a The Tennessean."Today Was a Fairytale" fue lanzado como un sencillo promocional de la banda sonora Valentine's Day la cual fue lanzada el 19 de enero de 2010, exclusivamente a través del iTunes Store.

## Descripción
"Today Was a Fairytale" tiene una duración 4:01. Está situada en el tiempo común y tiene un ritmo balada de 80 latidos por minuto. Está escrita en la tonalidad de sol mayor y la voz de Swift abarca dos octavas, de D3 a C5. Sigue la progresión de acordes G-C-Em-D.
La letra de la canción describe una fecha mágica. Al igual que muchas de las canciones de Swift, invoca la imagen de la princesa con líneas tales como "Today was a fairytale/ Usted fue el príncipe/Yo solía ser una damisela en apuros" Bertoldi dijo que las letras fueron "impulsadas más por la emoción de barrido de [...] específica orientada a los jóvenes las imágenes". De vez en cuando, Swift interrumpe la construcción de cuento de hadas con la realidad de hoy en día, los detalles del mundo real como el tiempo de su fecha de llegada o el color de su camisa.

## Recepción de la crítica

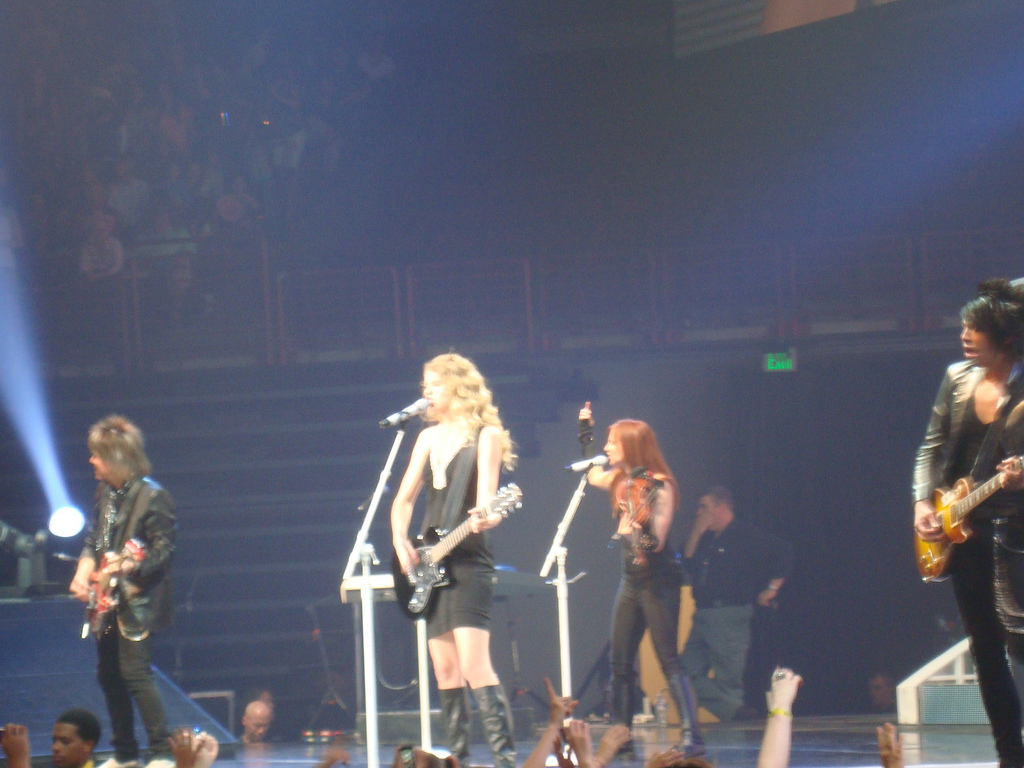
Swift performing "Today Was a Fairytale" on the second North American leg of the Fearless Tour

La canción recibió críticas generalmente positivas de los críticos contemporáneos. 
Jody Rosen 
y Jonas Weiner de la revista Slate señalaron que, aunque normalmente Swift canta country pop "con la posible excepción de que la guitarra acústica amaderado" en la introducción de la canción "Today Was a Fairytale" no muestra aspectos de la música country ya sea en su instrumentación o voces. "Vocales de Taylor han quedado aplanados y los Yankees-ficados", comentó Rosen, aunque Weiner señaló que el pop-pesado de la música de Swift fue la razón principal para su éxito. Melanie Bertoldi de Billboard cree que la voz de Swift muestra una recién descubierta madurez.

## Track listing
- Digital download.[2]

1. "Today Was a Fairytale" – 4:01

## Charts and sales
| Chart (2010)                          | Peak position |
| ------------------------------------- | ------------- |
| Australia (ARIA)                      | 3             |
| Canadá (Canadian Hot 100)             | 1             |
| Japan Hot 100                         | 63            |
| Irlanda (IRMA)                        | 41            |
| Nueva Zelanda (Recorded Music NZ)     | 29            |
| Reino Unido (Official Charts Company) | 57            |
| Estados Unidos (Billboard Hot 100)    | 2             |
| Estados Unidos (Adult Contemporary)   | 21            |
| Estados Unidos (Hot Country Songs)    | 41            |
| Estados Unidos (Mainstream Top 40)    | 20            |

| Charts (2010)            | Position |
| ------------------------ | -------- |
| Australian Singles Chart | 72       |
| US Billboard Hot 100     | 84       |

| Country       | Certification (Certificación) |
| ------------- | ----------------------------- |
| Australia     | Platinum                      |
| United States | Platinum                      |